# コーラルピンク砂丘州立公園
コーラルピンク砂丘州立公園 (Coral Pink Sand Dunes State Park) はアメリカ合衆国ユタ州の州立公園。赤みがかった砂岩の崖と、その隣に広がるサンゴに似た色彩の砂丘地帯が特徴である。
公園の標高は 6,000フィート (1,800 m) 、面積は 265エーカー (1.07 km2) の保護区域を含む 3,370エーカー (13.6 km2) である。1963年に州立公園として設立された。2011年の合計来訪者数は52,676人だった。

## 位置
コーラルピンク砂丘州立公園はソルトレイクシティの約 310マイル (500 km) 南方にある。ザイオン国立公園の南東、アリゾナ州との州境付近で、マウント・カーメル・ジャンクションとカナブの間に位置する。アメリカ国道89号線の南側および西側である。

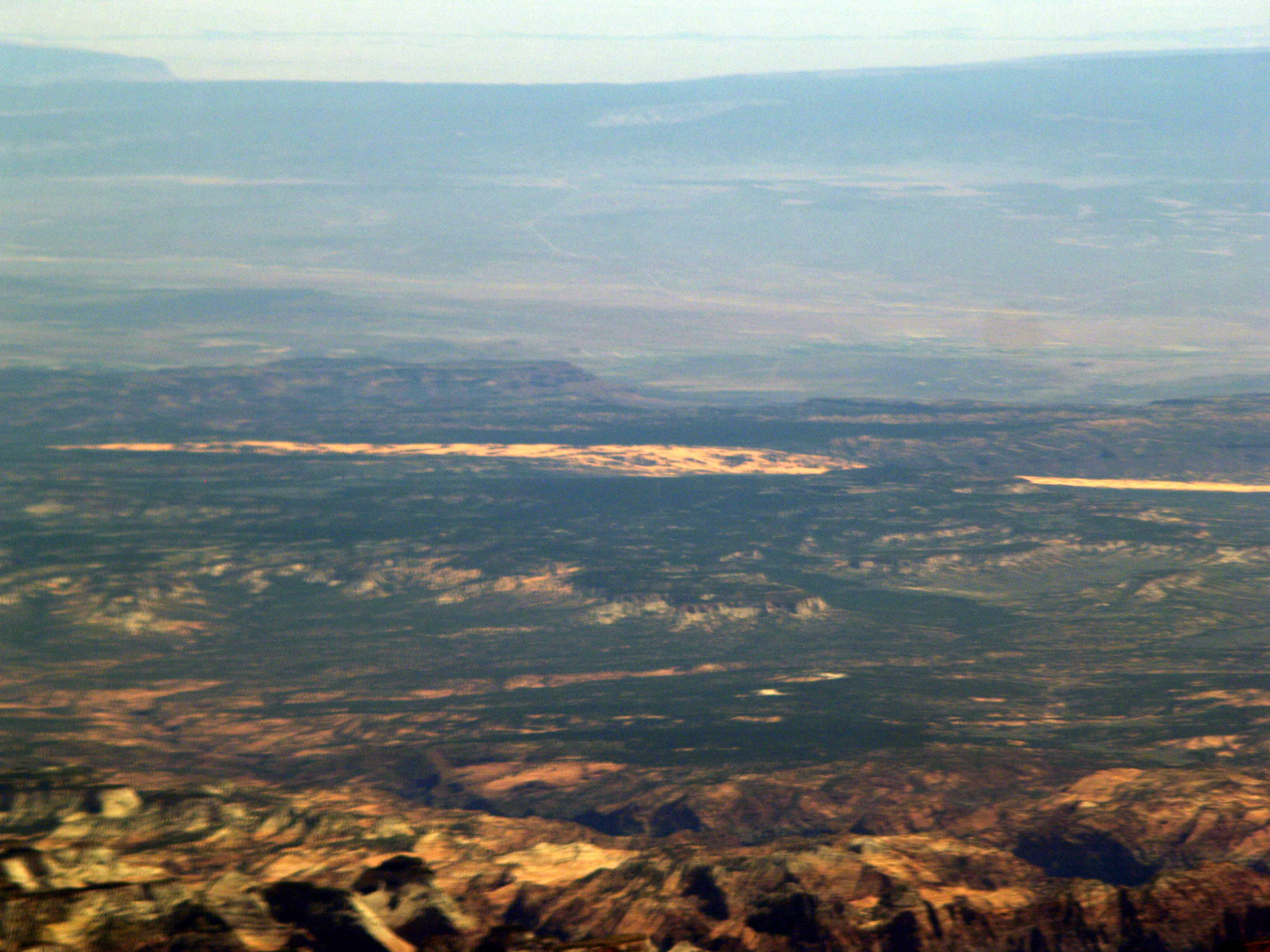
ザイオン国立公園の上空から見るコーラルピンク砂丘
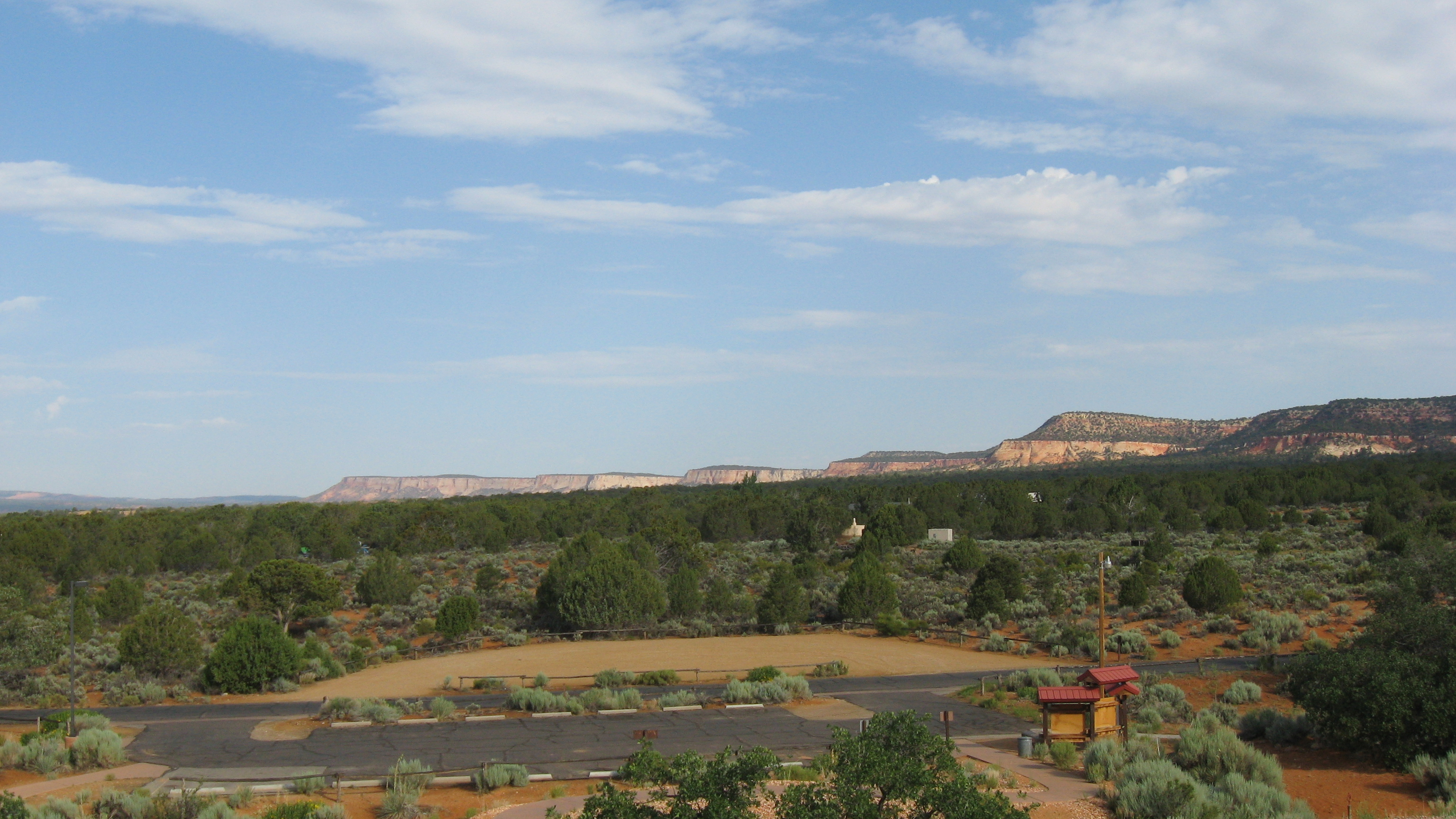
コーラルピンク砂丘から望む北西（ザイオン国立公園方面）のメサ群
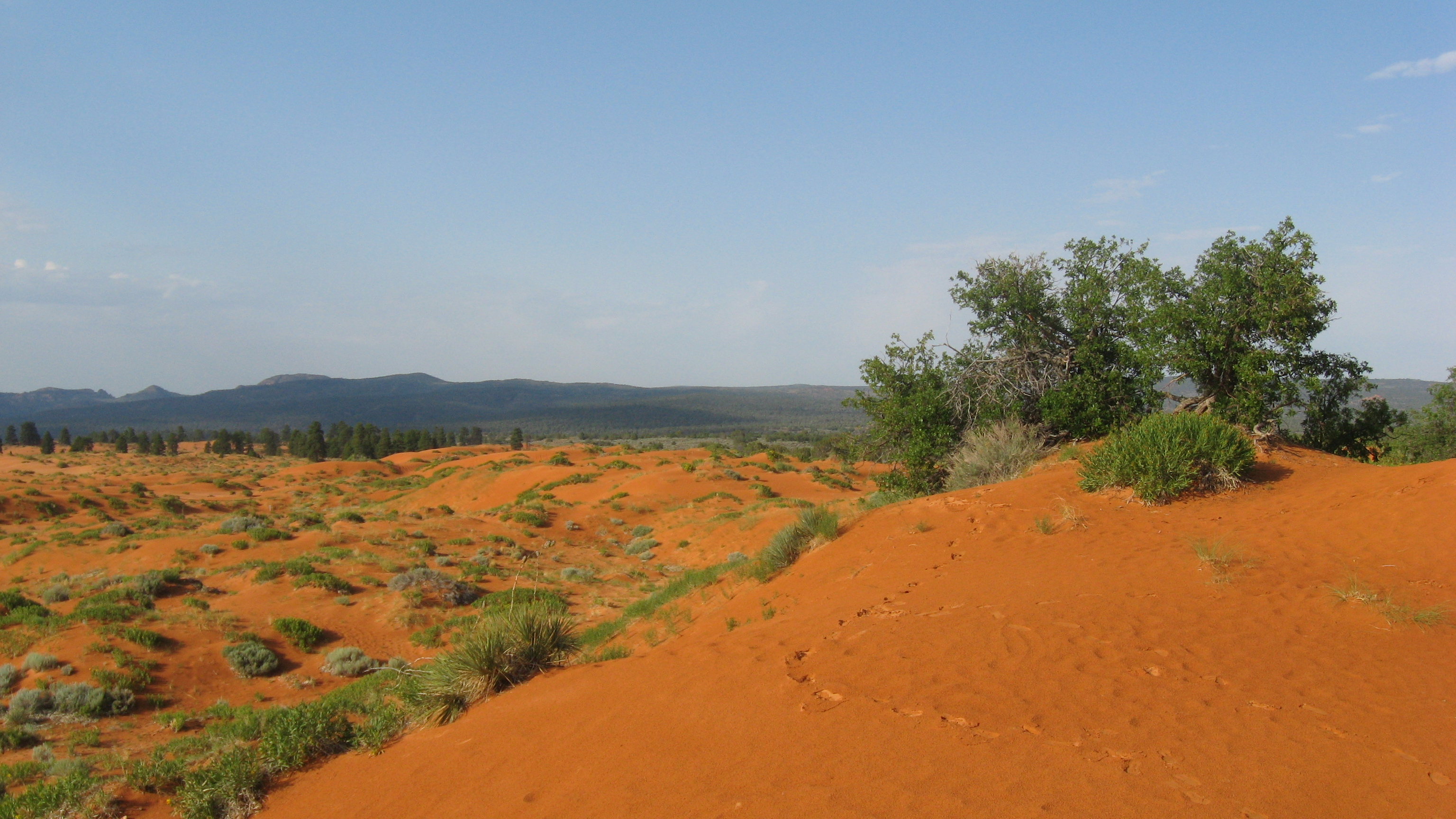
コーラルピンク砂丘と南側（アリゾナ州方面）の山々

## 砂と砂丘
コーラルピンク砂丘 (Coral Pink Sand Dunes) はコロラド高原における唯一の大砂丘地帯である。砂は、周囲にあるピンク色のナバホ砂岩が浸食されてできたものである。モキース山 (Moquith Mountains) とモカシン山 (Moccasin Mountains) の間の窪みを抜ける強風のベンチュリ効果により、砂粒が砂丘に運ばれて来る。砂粒は石英のクリスタルで、ピンク、オレンジ、あるいは赤く見えるのは赤鉄鉱（酸化鉄(III)）に覆われているためである。
コーラルピンク砂丘が生成されたのは1万年から1万5千年前だと推定されており、砂丘の上にさらに砂丘が重なるという現象が繰り返されている。比較的高く積もっている砂丘は、風車に似た形状のスター・デューン (star dune) と呼ばれるタイプのもので、最高 100フィート (30 m) ある。 

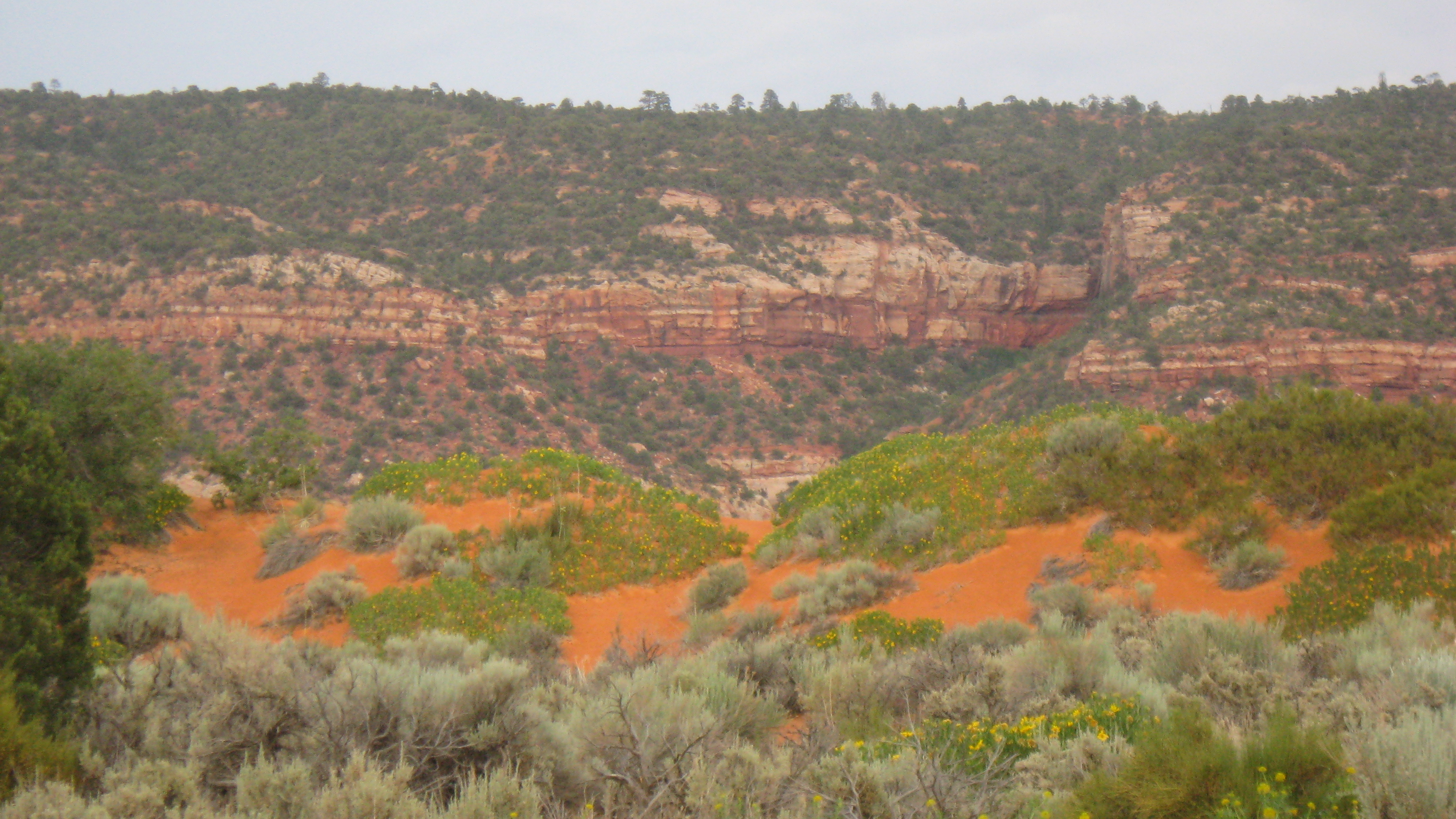
赤い崖の前に横たわるコーラルピンク砂丘
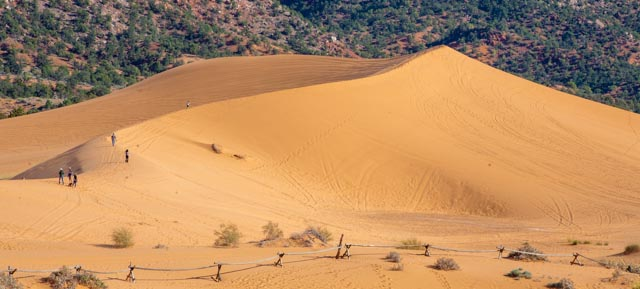
巨大な砂丘の近くを歩く人々
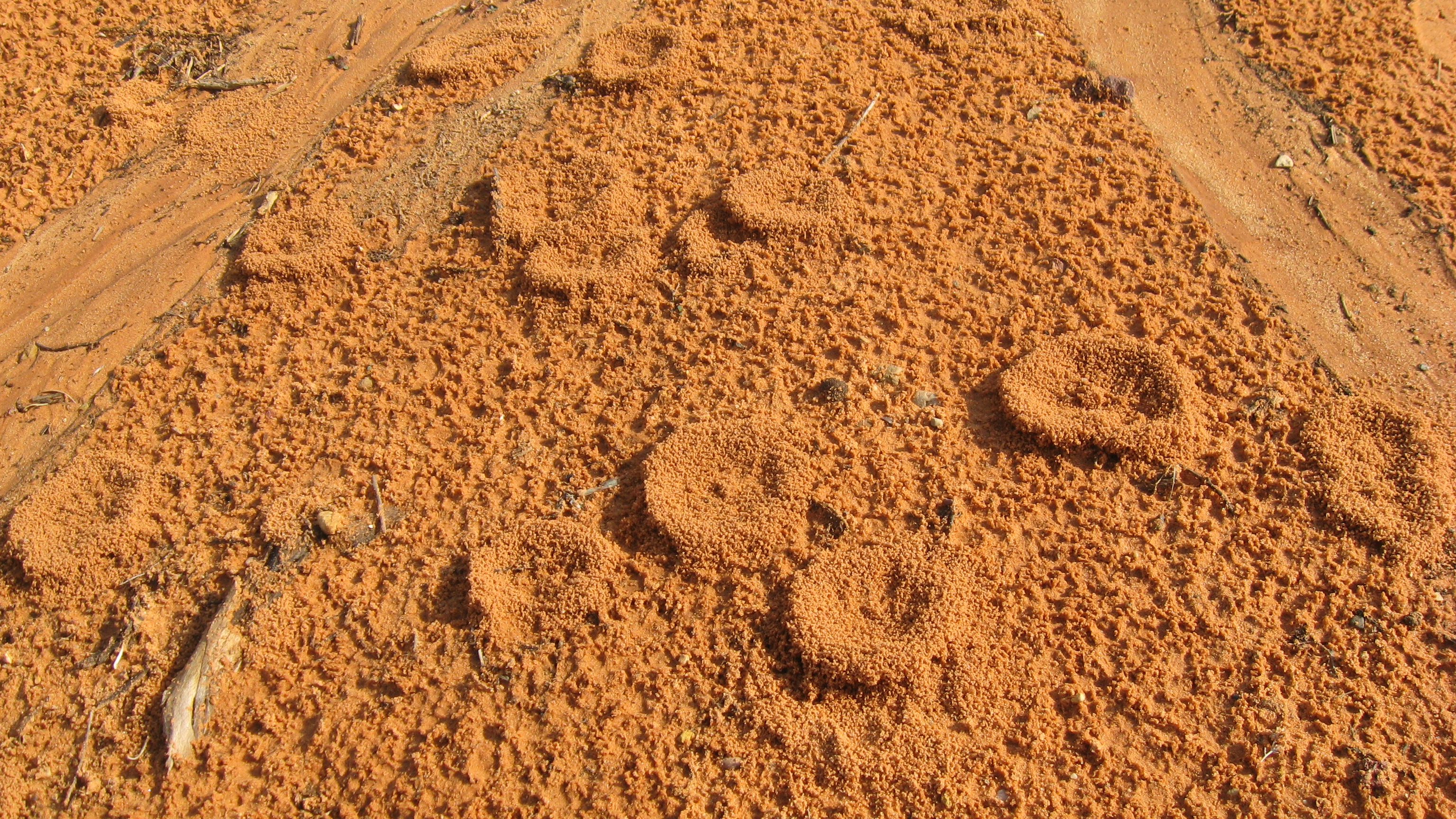
雨上がりの地面
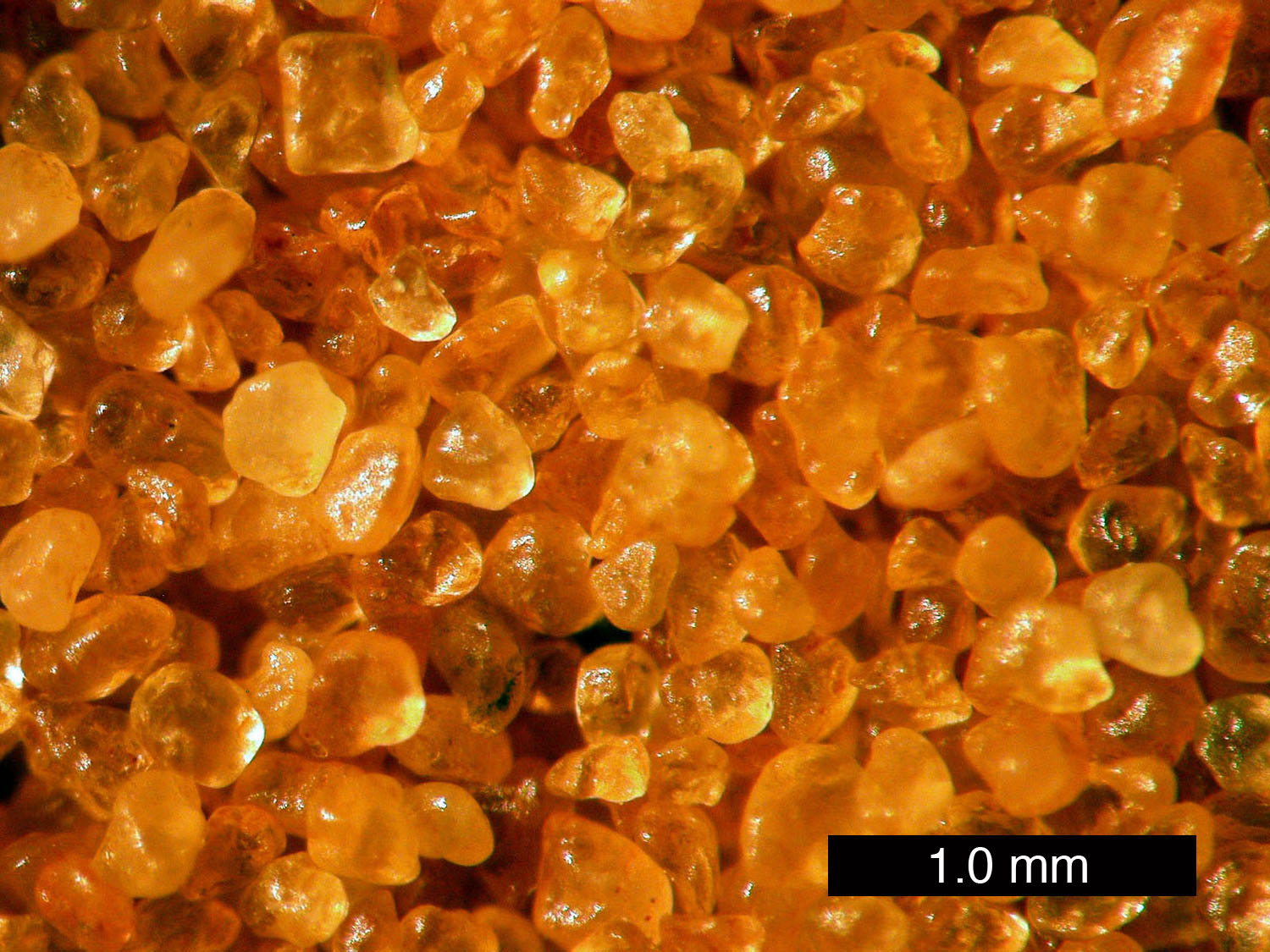
赤鉄鉱に覆われた石英の砂粒

## 生物

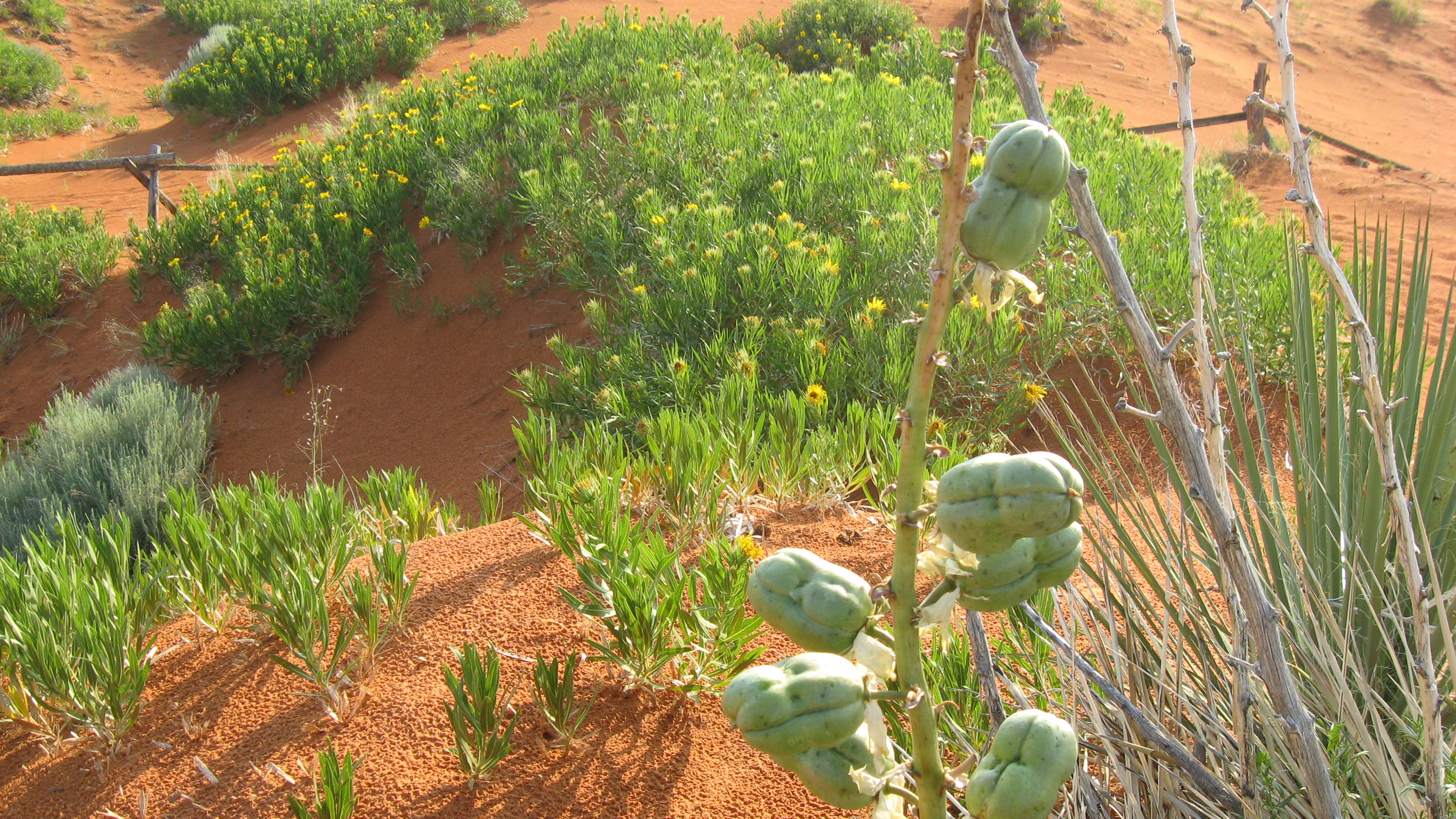
コーラルピンク砂丘の植物群

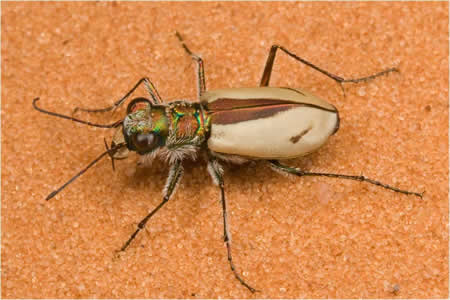
コーラルピンク・サンドデューンズ・タイガービートル (Cicindela albissima)

### 植物
降雨量が比較的多いことから、ポンデローサマツをはじめ植物の種類が豊富で、高さ 6フィート (1.8 m) 以上に育つ野草もある。野生の花には、ラフ・ミュールズイアー (rough mule's ear) 、カナブ・ユッカ (Kanab Yucca) 、globemallow 、オプンティア (prickly pear cactus) 、Sophora (silvery sophora) 、フウチョウソウ (beeplant) などがある。野生の花のピークは6月である。また、アメリカ合衆国連邦政府によって絶滅危惧種に認定されている Welsh's milkweed (Asclepias welshii) の大部分がコーラルピンク砂丘州立公園内にある。

### 動物
野生動物では、ミュールジカ、コヨーテ、キット・フォックス、ノウサギ (jack rabbit) などの他、有尾目 (salamander) やカエル (toad) などの両生類も生息している。
昆虫の種類も多く、中でも コーラルピンク・サンドデューンズ・タイガービートル (Cicindela albissima) はコーラルピンク砂丘の固有種である。コーラルピンク・サンドデューンズ・タイガービートルの成虫の個体数は年によって異なり、約600から3000匹存在する。幼虫時に死ぬケースが多く、成虫になるのは推定10%ほどである。公園内の生物や鉱物を傷つけたり持ち出したりすることは違法だが、州立公園局ではコーラルピンク・サンドデューンズ・タイガービートル専用のパンフレットで同種保護への協力を呼びかけている。

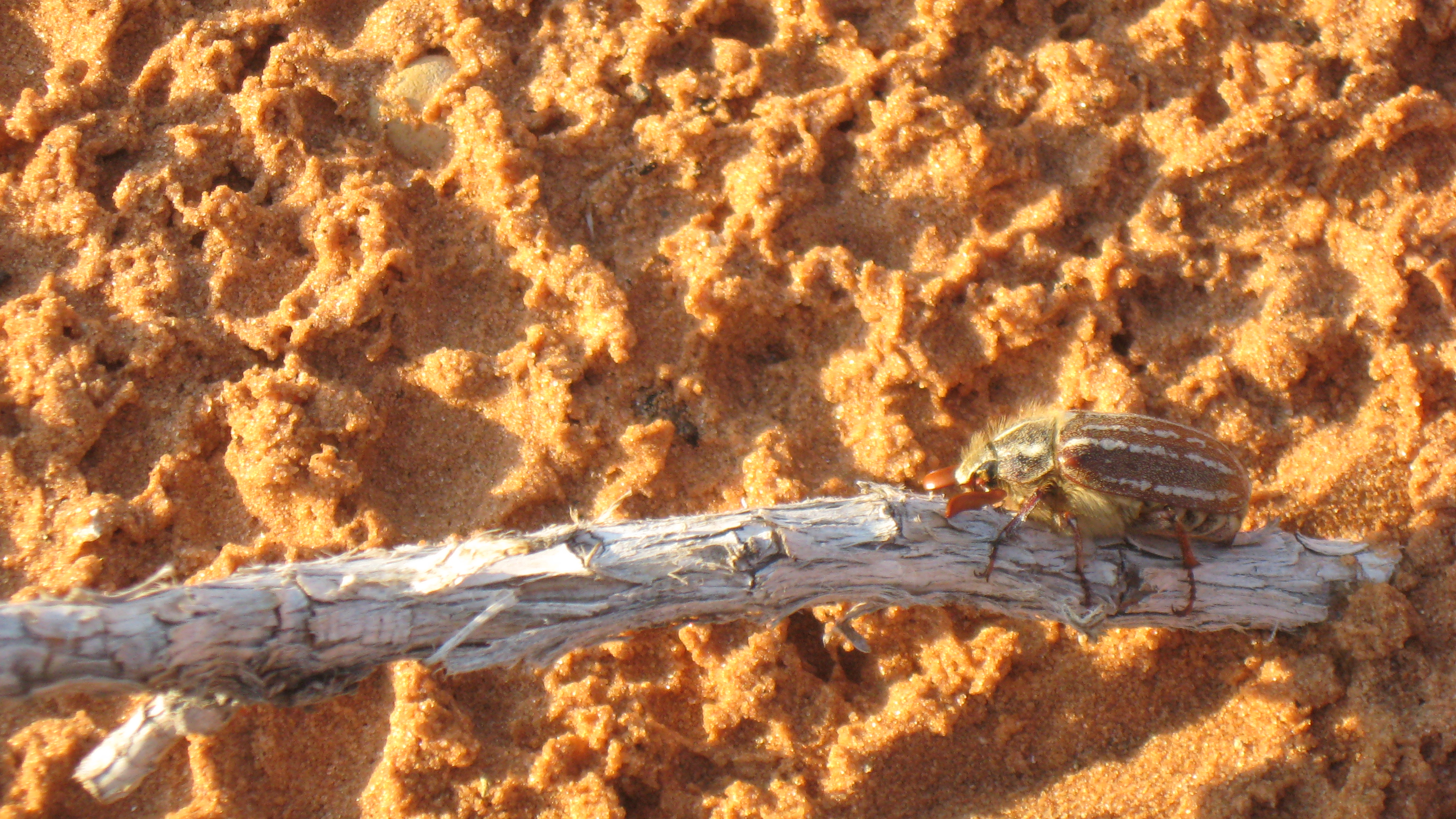
公園内に生息する甲虫
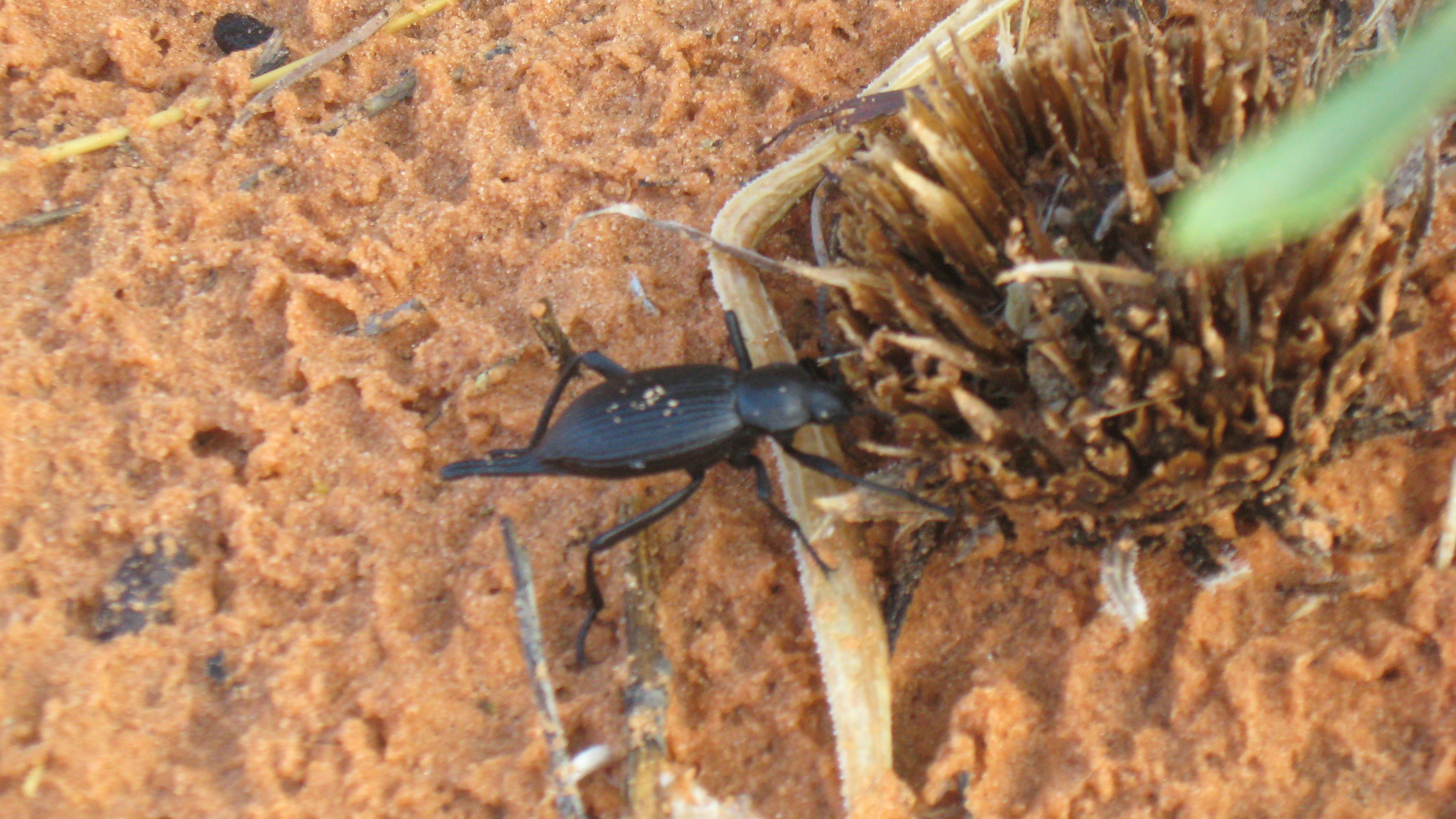
公園内に生息する甲虫

## 観光とレクリエーション

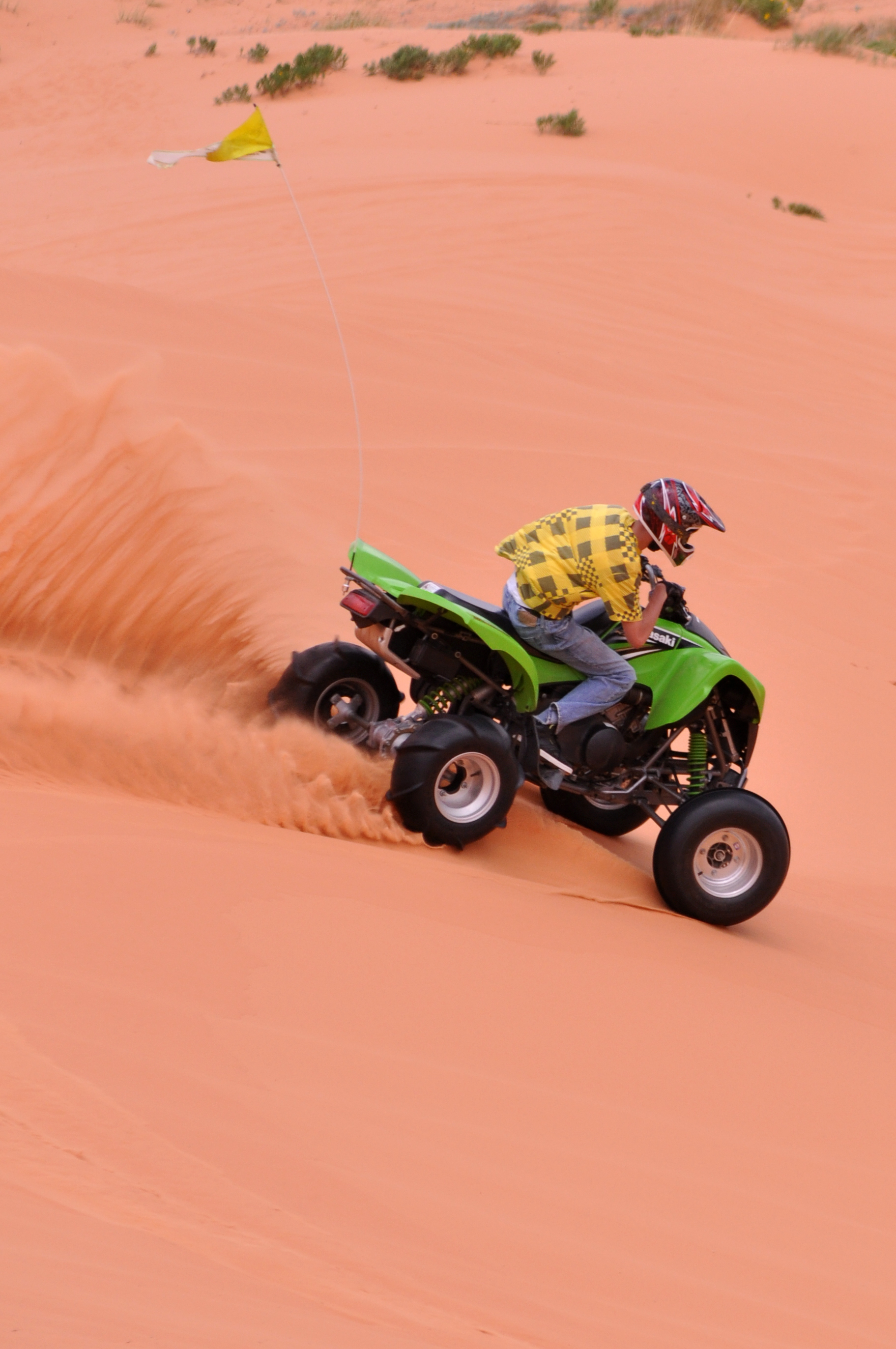
オフロード走行を楽しむ来訪客

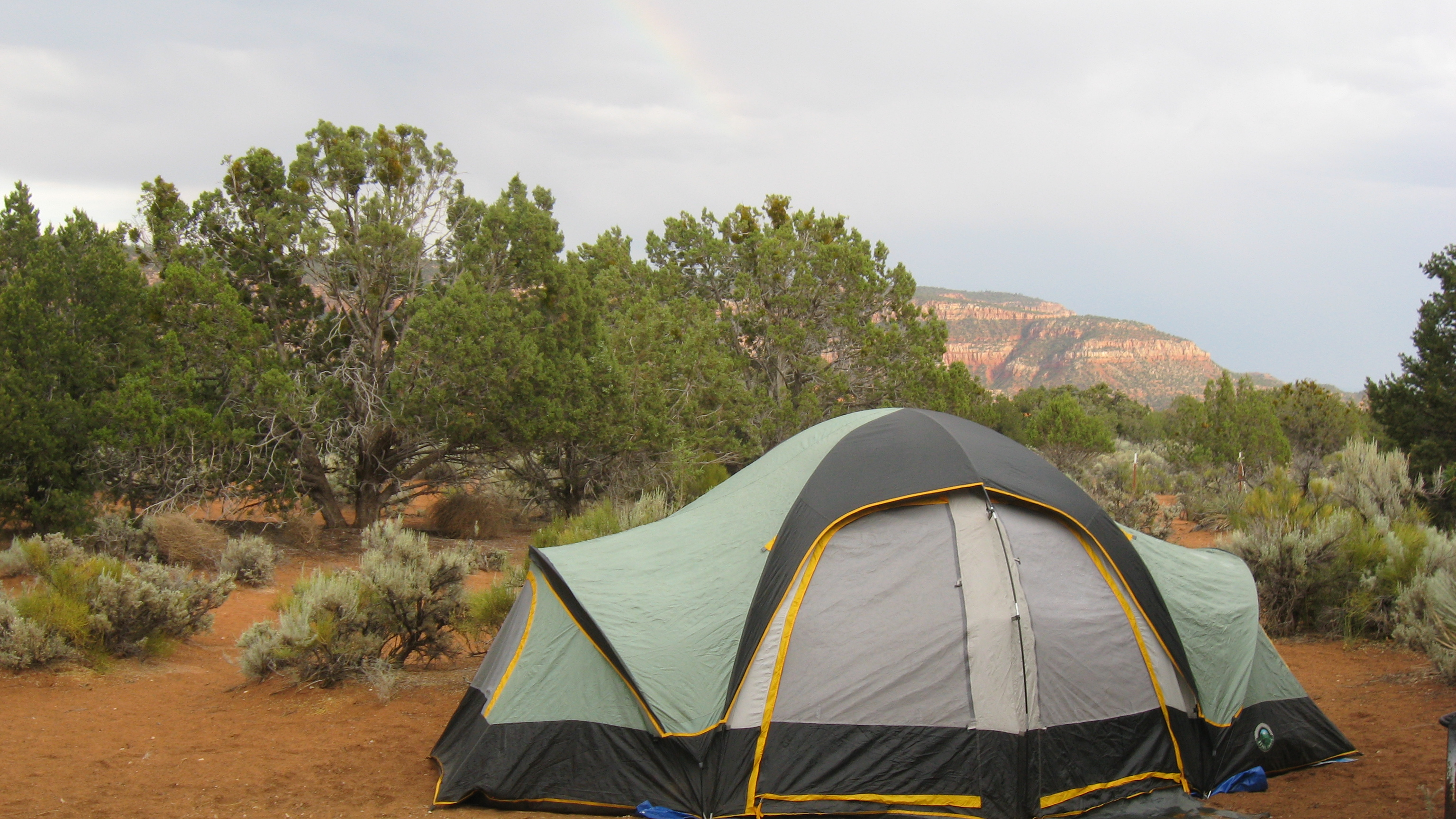
雨上がりのキャンプ・サイト - 後方に虹とメサが見える

### 公園内
砂丘全体で砂遊びやハイキングなどができる他、砂丘の90%ではオフロード運転も許可されており、オフロード運転可能区域は約 1,200エーカー (4.9 km2) におよぶ。なお、オフロード車はオレンジ色の後方旗を目印に付けておかなければならない。17歳以下はヘルメット着用が義務付けられているが、全年齢層でのヘルメット着用が奨励されている。
公園は年中無休で、冬季にはスノーモービルなども楽しめる。
キャンプは所定のキャンプ場でのみ許可されており、キャンプ料金に車両1台（+キャンプ用装備）の駐車料金が含まれている。1サイトあたり8人までが宿泊可能だが、団体用サイトもある。キャンプ場にはシャワー設備もある。キャンプは電話予約およびオンライン予約が可能である。
焚き火も所定の場所でのみ許可されている。花火は公園管理者の承認がない限り禁止である。

### 近隣の観光地
コーラルピンク砂丘州立公園を滞在拠点として、以下の観光地を訪れることができる。
- ザイオン国立公園
- ブライスキャニオン国立公園
- グランド・キャニオン国立公園
- シーダーブレイクス国定公園（英語版）
- グランドステアケース・エスカランテ国定公園（英語版）
- パイプスプリング国定公園（英語版）
- コダクロームベイスン州立公園（英語版）
- パウエル湖